# Fuerte de San Miguel
O Fuerte de San Miguel localiza-se a cerca de 6 quilômetros a sul da Lagoa Mirim, próxima a Chuy, no Departamento de Rocha, no Uruguai.
Este forte foi erguido com a função de vigiar a antiga linha raiana denominada como Linha de Castillos Grande (Tratado de Madrid, 1750.)

## História

### Antecedentes
A estrutura remonta a uma simples fortificação de campanha, erguida em 1734 por forças espanholas sob o comando do Alferes Esteban del Castillo, com a função de dissuadir a presença portuguesa na região. Esta primitiva estrutura empregava tepes – pedaços de terra cobertos de grama ou ervas, endurecidos pela grande quantidade de enraizamentos. Com o estabelecimento do cerco espanhol à Colônia do Sacramento (1737), esta fortificação de campanha foi abandonada.

### O atual forte

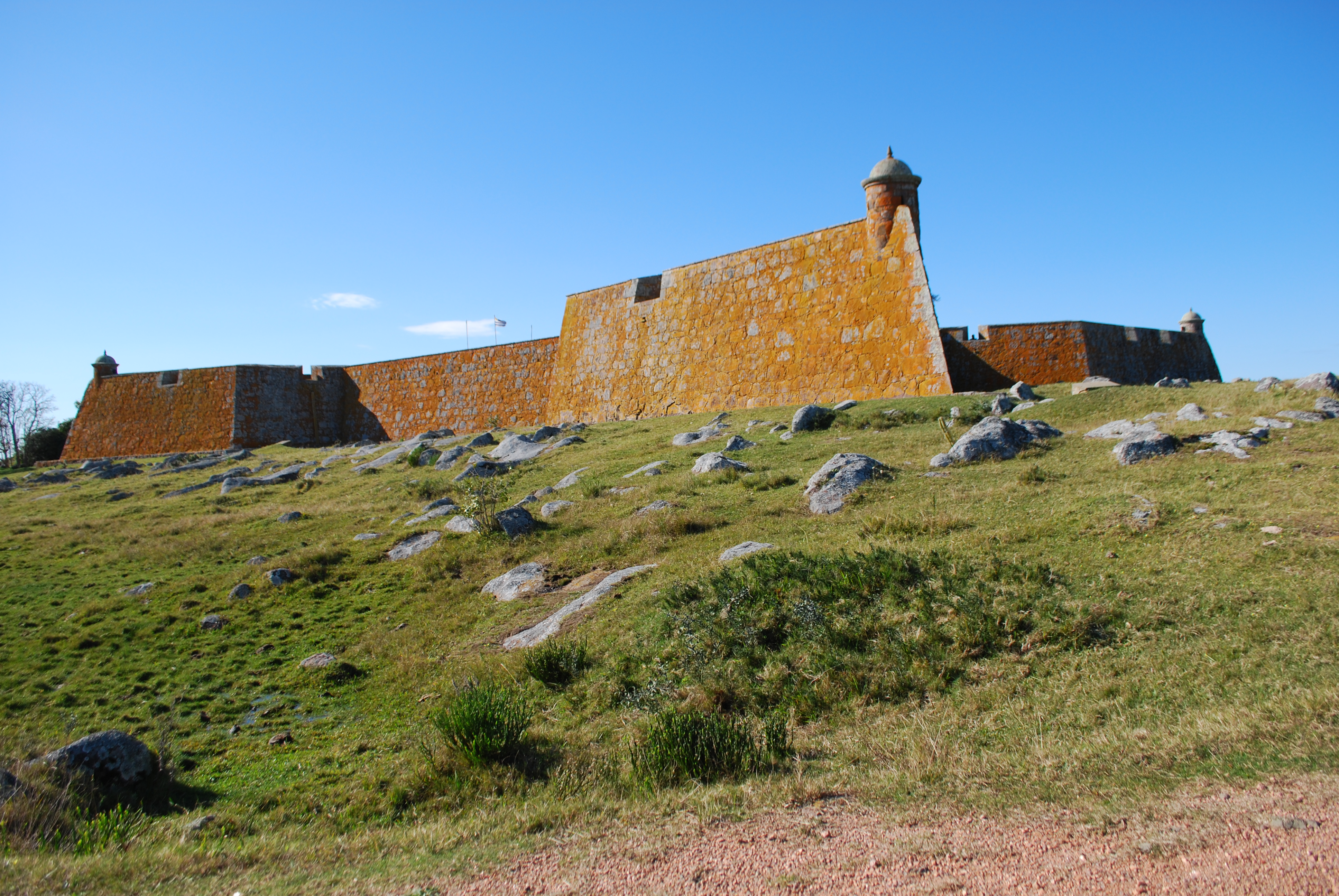
Fuerte San Miguel, Uruguai.

A atual estrutura remonta a um segundo estabelecimento no local, por forças portuguesas, atribuindo-se a sua reconstrução ao Engenheiro Militar, Brigadeiro José da Silva Paes, com a função de posto avançado para monitorar as atividades espanholas na região (SOUZA, 1885:133) da serra de São Miguel (17 de Outubro de 1737). A sua planta apresentava o formato de um polígono retangular em alvenaria de pedra, com dois baluartes nos lados menores, separados por cortinas. Outros autores atribuem a autoria da planta ao arquiteto militar português Manuel Gomes Pereira, substituído mais tarde pelo Capitão Antônio Teixeira Carvalho.
Por volta de 1740, a sua planta já evoluíra, apresentando o formato estrelado, com quatro baluartes pentagonais nos vértices em estilo Vauban, com as muralhas e as edificações internas de serviço erguidas em aparelho irregular de alvenaria de pedra.
O Artigo XVIII do Tratado de Madrid (1750), dispunha que Portugal conservava a linha do monte de Castillos Grande, com a sua falda meridional [Sul], e o poderá fortificar mantendo ali uma guarda. Ante assinatura do Tratado de El Pardo (1761), que, na prática, anulava o de Madrid, o governador e Capitão-general da capitania do Rio de Janeiro, Gomes Freire de Andrade (1733-1763), antecipou as conseqüências do mesmo para a região Sul, que conhecia bem. Ordenou assim ao governador da Colônia do Rio Grande de São Pedro, Coronel Elói Madureira, o envio imediato de tropas de Laguna para a região, determinando o mesmo ao Tenente-coronel Tomás Luís Osório, comandante das tropas de Cavalaria do Regimento dos Dragões, e do Forte Jesus, Maria, José do Rio Pardo.
Reunindo pouco mais de mil homens, a estratégia portuguesa era a de construir rapidamente uma linha defensiva fortificada, ao Sul do Forte de São Miguel no arroio Chuí, para deter a invasão espanhola em progresso, após a conquista da Colônia do Sacramento (Outubro de 1762) pelo governador de Buenos Aires, D. Pedro de Ceballos, à frente de cerca de três mil homens reunidos em Maldonado. Dada a premência de tempo, apenas foi iniciado o Forte de Santa Teresa (Dezembro de 1762), uma fortificação de campanha guarnecida por cerca de quatrocentos homens e artilhada com algumas peças de pequeno calibre, fechando o caminho terrestre na altura do monte de Castillos Grande, conquistado por Zeballos em Abril de 1763.
Prosseguindo a marcha sobre o Rio Grande de São Pedro, Zeballos conquistou em seguida este Forte de São Miguel (Abril de 1763). Na ocasião, os espanhóis procederam-lhe reparos e melhorias. Mais tarde, ante a iminência de uma invasão britânica em 1775, o Engenheiro extraordinário D. Bernardo Lecocq, a serviço do Vice-reino do Prata, efetuou obras de reforço na estrutura do forte.
Com o Tratado de Santo Ildefonso (1777), a posse deste forte ficou ratificada para a Espanha. Novos reparos foram efetuados pelas mesmas razões de 1775, em 1797. Em 1808, a banda oriental do rio da Prata foi anexada pelo príncipe-regente de Portugal, D. João (1808-1816). Ante a proclamação de independência das Províncias Unidas do Rio da Prata (7 de Julho de 1816), e as agitações dela decorrentes, a banda oriental foi ocupada militarmente por uma força portuguesa de seis mil homens sob o comando do General Carlos Frederico Lecor, que entrou vitorioso em Montevidéu (1817). A luta prosseguiu até à derrota definitiva dos partidários da independência na batalha de Tacuarembó, e a Banda Oriental foi anexada ao Brasil em 1821, com o nome de Província Cisplatina.
A partir de 1825 recomeçaram as lutas pela independência da região, que se arrastaram até 1828. Nesse ano, com o auxílio da diplomacia britânica, a região se tornou independente como República Oriental del Uruguay (7 de Agosto de 1828). Pelo Tratado de 15 de Maio de 1852, que estabeleceu a demarcação fronteiriça pela embocadura do arroio Chuí, ambos os fortes (San Miguel e Santa Teresa) permaneceram em território uruguaio.

### Do Centenário da Independência aos nossos dias
Em ruínas desde a Guerra da Independência do Uruguai (1825-1828), a história e a estrutura do forte foram resgatadas por uma comissão composta pelo General Campos, pelo General Baldomir e pelo historiador Horacio Arredondo, a partir de 1928, centenário da independência do Uruguai. A partir de 1933 o forte foi reconstruído de acordo com os planos originais, utilizando-se as técnicas de cantaria e de construção da época, restaurando-se as dependências da Casa do Comando, a Casa da Palamenta, a Capela, a Cozinha e os Quartéis da Tropa. O forte foi declarado como Monumento Nacional em 1937, intensificando-se, a partir de então, o seu processo de recuperação.
Sob a administração do Estado Maior do Exército da República Oriental do Uruguay, a estrutura encontra-se permanentemente aberta à visitação pública, abrigando um Museu de História Militar, onde se destacam a coleção de uniformes históricos das guarnições, e a mostra da evolução dos uniformes históricos daquele Exército. Uma série de aquarelas do artista Emílio Regalía ilustra o material em exibição.
Junto ao forte encontra-se o "Parador San Miguel", que permite a hospedagem neste sítio histórico.

## Características

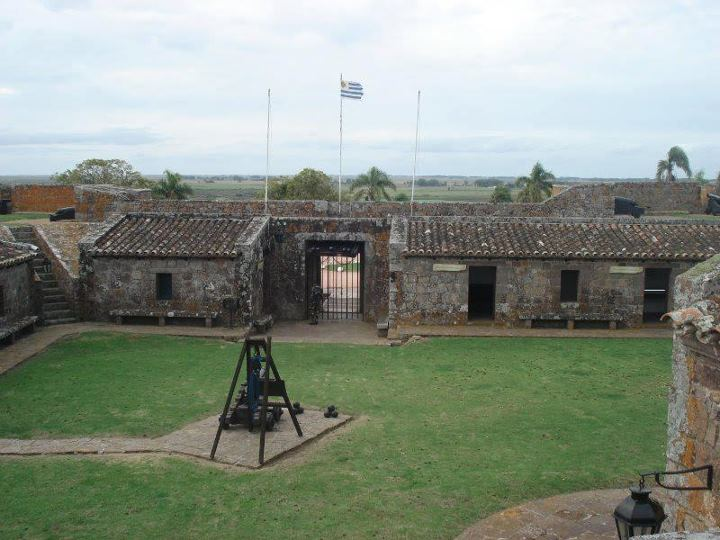
Fuerte San Miguel

O forte localiza-se no sopé da serra de San Miguel, a trinta e cinco metros acima do nível do mar. Apresenta planta no formato retangular, com baluartes pentagonais nos vértices, arrematados por guaritas. O perímetro de suas muralhas totaliza trezentos metros.
De menores proporções que a vizinha Fortaleza de Santa Teresa na região, recebeu um acabamento menos acurado devido à inexistência de pedras de granito no local, sendo empregada uma pedra granítica rosada que o caracteriza, em aparelho irregular.
Dadas as suas reduzidas dimensões, não foi possível construir rampas que unissem os planos superiores dos baluartes, onde se abrem dezoito canhoneiras no total, e o do terrapleno. Em conseqüência, acredita-se que a artilharia tenha sido transportada por força humana pelas escadarias, para as respectivas posições de tiro.
O acesso ao forte era feito por uma ponte levadiça sobre um fosso inundado. No terrapleno, no lado fronteiro à entrada, ergue-se o edifício da Capela. À direita, distribuem-se os edifícios da Cozinha e o Quartel da Tropa. No lado oposto, ficavam o poço, e os edifícios da Casa da Pólvora (Paiol), do Quartel do Comando e do Quartel dos Oficiais, protegidos pelas muralhas, cobertos por telhas em meia água.